# Plaza 24 de septiembre
La Plaza 24 de septiembre est la place d'armes de la ville de Santa Cruz de la Sierra, en Bolivie.
Elle se trouve au cœur même de l'agglomération et concentre une grande partie du patrimoine historique de la ville.

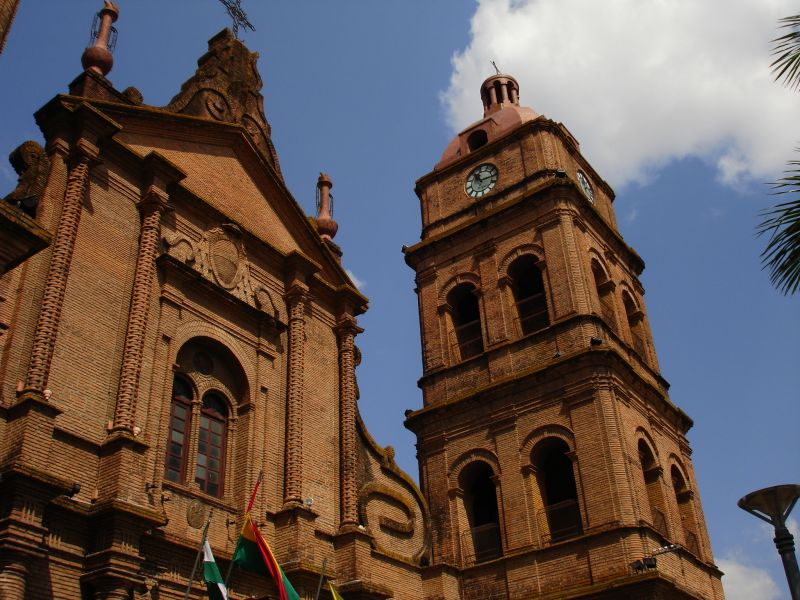
La Cathédrale métropolitaine